# Dan Pascariu
Dan Corneliu Pascariu (n. 12 mai 1950, Baia Mare, România) este un economist român și una din figurile proeminente ale sistemului bancar din România.

## Biografie
Dan Corneliu Pascariu s-a născut la data de 12 mai 1950 în orașul Baia Mare. A absolvit cursurile Academiei de Studii Economice din București. 
În anul 1973, și-a început cariera în Banca Română de Comerț Exterior. După câteva luni de practică în diverse departamente ale băncii, a fost numit economist la Direcția Internațională. În a doua jumătate a anilor ‘70 s-a ocupat de relațiile cu băncile corespondente, în principal de băncile anglo-saxone și de negocierea contractelor de credite externe sindicalizate acordate României.
Între anii 1981-1983, după intrarea României în încetare de plăți, este unul din negociatorii aranjamentelor de reeșalonare a datoriei externe cu creditorii reuniți în Clubul de la Londra și Clubul de la Paris.
După Revoluția din decembrie 1989, a fost numit în funcția de vicepreședinte, apoi în decembrie 1990 devine președinte al Consiliului de Administrație al BRCE (viitoarea Bancorex). După trei ani, în februarie 1994, părăsește Bancorex. În perioada în care a condus Banca Română de Comert Exterior, a avut loc un proces de restructurare completă a băncii, devenind o bancă comercială universală. S-a început dezvoltarea rețelei de sucursale din țară, banca orientându-se și pe efectuarea de operațiuni bancare interne, diversificându-și sfera produselor și serviciilor bancare oferite unui număr crescând de clienți.
În aprilie 1994, Dan Pascariu este numit în funcția de președinte executiv al Băncii București (viitoarea Alpha Bank), instituție bancară creată de Alpha Credit Bank, cea mai mare bancă privată din Grecia și Banca Europeană pentru Reconstrucție și Dezvoltare. Cu această ocazie, devine și acționar al băncii, posedând 5% din acțiuni. Printre realizările mandatului său de doi ani, se numără deschiderea a 7 sucursale în principalele regiuni ale țării și extinderea bazei de clienți. În august 1994, este înființat Grupul de Investiții București (viitoarea Alpha Finance), o subsidiară a Băncii București, firmă de brokeraj și consultanță financiară, Dan Pascariu devenind Președinte al Consiliului de Administrație și al acestei firme care devine un jucător important pe piața de capital din România. De asemenea, el devine și acționar al noului grup financiar cu 15% din acțiuni. 
În februarie 1996, Dan Pascariu este numit ca președinte al Consiliului de Administrație al CA-IB Financial Advisers SA, fiind responsabil cu conducerea și supravegherea tuturor activităților de fuziuni și achiziții din România pentru CA-IB Investment Bank din Viena. În această calitate a asistat în anii următori achizițiile făcute în România de către South African Breweries, Heidelberger Cement și Villeroy-Boch.
În octombrie 1997, Dan Pascariu a fost numit în funcția de președinte al Consiliului de Administrație al Bank Austria Creditanstalt România, devenind astfel președintele Grupului Bank Austria în România. Ulterior, în anul 2000, BA-CA a fuzionat, la nivel global, cu HypoVereinsbank AG (HVB), luând naștere grupul HVB, în cadrul căruia BA-CA a rămas divizia ce administrează afacerile central și est-europene. În România, denumirea băncii a fost schimbată din Bank Austria în HVB Romania.
Fuziunea dintre HVB Bank România și Banca Țiriac a fost finalizată la data de 1 septembrie 2006. Noua bancă HVB Țiriac S.A. (HVB Țiriac Bank) ocupa la acel moment a 4-a poziție în sectorul bancar românesc, cu o cotă de piață de aproximativ 6,5% și active totale de 2,58 miliarde euro (înregistrate în România). Dan Pascariu a devenit președintele Consiliului de Administrație al noii bănci, având atribuții executive de coordonator pe linie de trezorerie și risk management.
La data de 1 iunie 2007, Dan Pascariu a renunțat la atribuțiile executive, rămânând doar președinte al Consiliului de Administrație al noii bănci UniCredit Țiriac Bank, după finalizarea oficială a preluării pe plan mondial a băncii germano-austriece HVB de către UniCredito, al doilea grup bancar din Italia.
După ce a ocupat timp de 13 ani funcția de Președinte al Consiliului de Supraveghere, la data de 5 aprilie 2020, Dan Corneliu Pascariu a anunțat că a venit vremea să își ia rămas bun pe fondul încheierii mandatului său, făcând cunoscut faptul că nu dorește ca imaginea sa să fie asociată altei bănci în afară de UniCredit.

## Afilieri profesionale și premii
În calitate de președinte al BRCE, Dan Pascariu a fost unul din fondatorii Asociației Române a Băncilor (ARB) în anul 1991, fiind primul ei președinte și unul din promotorii reformei bancare din România. Este ales din nou în anul 2000 în Consiliul de Administrație al ARB în calitate de prim-vicepreședinte. 
De asemenea, este cofondator și profesor asociat al Institutului Bancar Român. În această calitate, a participat la numeroase conferințe internaționale și a acordat interviuri în presa românească și străină. În calitate de profesor invitat, a ținut prelegeri la diverse universități din țară și străinătate cum ar fi, Academia de Studii Economice din București, University of Chicago, Stanford University din California și Georgetown University din Washington
Membru al Clubului bancherilor străini din Londra, Dan Pascariu a obținut titlul de “bancherul anului” în anul 2000 (din partea revistei Bucharest Business Review) și în anul 2003 (din partea revistei Piața Financiară). 
Dan Pascariu este căsătorit și are o fiică. 

## Implicări în afaceri
În aprilie 2006, Dan Pascariu a fost cooptat ca membru în Consiliul de Admninistrație în cadrul Rompetrol Group. 
În august 2007, presa economică din România a anunțat că Dan Pascariu, împreună cu Cristian Sima, fost membru in Consiliul de Administrație al Bursei de Valori București și cu Călin Zamfirescu, avocat asociat în cadrul casei de avocatura Zamfirescu Racoți Predoiu, vor dezvolta împreună o afacere imobiliară în valoare de 60 milioane de euro. Se intenționează realizarea unui proiect rezidențial care va cuprinde patru blocuri cu 16 etaje și încă unul cu 24 etaje. În total, spațiile construite vor avea 70.000 m² de apartamente și se dorește finalizarea lor în 24 de luni. 

## Trivia
În decembrie 2001, Dan Pascariu a fost implicat într-un accident de circulație care s-a soldat cu uciderea a doi oameni și rănirea a încă trei persoane. A fost condamnat la un an de închisoare cu suspendare, pedepsele pentru faptele penale fiind grațiate prin decretul-lege din 2002 care includea și uciderea și vătămarea corporală din culpă. 